# Col du Drayon
Le col du Drayon est un col de France situé à 1 519 mètres d'altitude, à la limite des départements de la Savoie et de la Haute-Savoie.

## Géographie
Ce petit col peu marqué est situé entre le crêt du Midi à l'est et le roc des Evettes à l'ouest qui s'élèvent respectivement à 1 890 et 1 568 mètres d'altitude. Le profil asymétrique du col avec un ubac à la pente beaucoup plus forte que celle de l'adret fait que la route venant du sud ne redescendent pas sur le flanc nord mais poursuit sa route en faisant l'ascension de l'ubac du crêt du Midi ; il n'y a ainsi aucun moyen de redescendre directement dans le val d'Arly depuis le col. Il reste néanmoins emprunté par une variante du sentier de grande randonnée de pays Tour du Pays du Mont-Blanc.